# فرودگاه هرنینگ
فرودگاه هرنینگ (به انگلیسی: Herning Airport) (به زبان بومی: Herning Lufthavn) یک فرودگاه است که یک باند فرود آسفالت دارد. این فرودگاه در کشور دانمارک قرار دارد .